# 25.ª Divisão (Japão)
A 25ª Divisão foi uma divisão de infantaria do Império do Japão que serviu durante a Segunda Guerra Mundial. A divisão foi formada no dia 10 de julho de 1940 em Osaka, sendo desmobilizada no mês de setembro de 1945 com o fim da guerra.

## Comandantes
| Comandante                 | Data                                           |
| -------------------------- | ---------------------------------------------- |
| Lt. General Shiro Kuwahara | 1 de agosto de 1940 - 15 de outubro de 1941    |
| Lt. General Yaezo Akashiba | 15 de outubro de 1941 - 29 de outubro de 1943  |
| Lt. General Reiji Kato     | 29 de outubro de 1943 - 30 de setembro de 1945 |

## Subordinação
- Grupo de Exércitos Kwantung - 29 de julho de 1940
- 5º Exército - 2 de outubro de 1940
- 20º Exército - 19 de março de 1941
- 16º Exército de Campo - de abril de 1945

## Ordem da Batalha
- 25. Grupo de Infantaria (desmobilizado no dia 1 de agosto de 1943)
- 14. Regimento de Infantaria
- 40. Regimento de Infantaria
- 70. Regimento de Infantaria
- 75. Regimento de Cavalaria
- 15. Regimento de Artilharia de Montanha
- 25. Regimento de Engenharia
- 25. Regimento de Transporte
- Unidade de comunicação